# Elpidio Quirino
Elpidio Rivera Quirino (16. november 1890 – 29. februar 1956) var Filippinernes præsident i 1948-53.

## Liv
Han var vicepræsident i 1946-48 og blev præsident, da Manuel Roxas døde i embedet. Quirino blev valgt som præsident i det filippinske præsidentvalg 1949.
Under hans regering foregik der en guerillakrig mod den kommunistiske bevægelse Hukbalahap, og der var meget korruption. Quirino blev ikke genvalgt i 1953.